# 紀元前13年
紀元前13年（きげんぜん13ねん）。

## 他の紀年法
- 干支 : 戊申
- 日本
  - 垂仁天皇17年
  - 皇紀648年
- 中国
  - 前漢 : 永始4年
- 朝鮮
  - 高句麗 : 瑠璃明王7年
  - 新羅 : 赫居世45年
  - 百済 : 温祚王6年
  - 檀紀2321年
- 仏滅紀元 : 531年
- ユダヤ暦 : 3748年 - 3749年

## できごと

### ローマ帝国
- イタリアを通るヴィア・クラウディア・アウグスタ街道が建設された。
- ローマの将軍大ドルススが現在のドイツのマインツの町を建設した。

## 誕生
- リウィッラ、大ドルススと小アントニアの娘（+ 31年）

## 死去
- マルクス・アエミリウス・レピドゥス、三執政官の一人（* 紀元前90年）